# NGC 1727
NGC 1727 ist die Bezeichnung eines Emissionsnebels mit einem eingebetteten offenen Sternhaufen im Sternbild Dorado. Das Objekt liegt in der Großen Magellanschen Wolke und wurde im Jahr 1826 von James Dunlop entdeckt.